# Serrat de Santa Creu
El Serrat de Santa Creu és una serra situada al municipi de Soriguera a la comarca del Pallars Sobirà, amb una elevació màxima de 2.149 metres.